# Aeroportul Þórshöfn
Aeroportul Þórshöfn (IATA: THO, ICAO: BITN) este un aeroport din Islanda ce deservește zona Þórshöfn⁠(d). Aeroportul a fost tranzitat în 2019 de 835 de pasageri. A fost numit după zona deservită.
Situat la o altitudine de 20 m, aeroportul dispune de o singură pistă. Este operat de Isavia⁠(d).